# Kanat Saudabajew
Kanat Saudabajew (ur. 18 lipca 1946 w Żetygen) – kazachski polityk, minister spraw zagranicznych, ambasador.

## Życiorys
W 1968 roku ukończył Leningradzki Państwowy Instytut Kultury i Sztuki w Leningradzie, uzyskując specjalność reżyserską, a następnie został starszym metodykiem Republikańskiego Domu Sztuki Ludowej. W latach 1968–1970 był dyrektorem kazachskiego Państwowego Akademickiego Teatru Dramatycznego im. M. o. Auezova. W latach 1970–1972 był szefem kazachskiej grupy cyrkowej „Soyuzgostsirka”. W latach 1972–1976 był dyrektorem Kazachskiego Cyrku Państwowego.
W latach 1976–1977 był naczelnikiem wydziału Kultury Administracji Rady Ministrów Kazachskiej SRR. W latach 1977–1983 był wiceministrem kultury.
W 1981 roku uzyskał stopień doktora nauk filozoficznych na podstawie rozprawy „Drogi zbieżności stylu życia ludności wiejskiej i miejskiej”. W latach 1983–1988 był przewodniczącym Państwowego Komitetu Kazachskiej SRR ds. kinematografii. W 1988 roku ukończył Akademię Nauk Związku Radzieckiego przy Komitecie Centralnym KPZR. W 2000 roku uzyskał stopień doktora nauk politycznych na podstawie rozprawy „Stosunki kazachsko-tureckie: kształtowanie się, stan obecny i perspektywy rozwoju”.
W latach 1990–1991 był przewodniczącym Komitetu Państwowego ds. Kultury (ministrem Kultury Kazachskiej SRR). W latach 1991–1992 był przedstawicielem Kazachskiej Socjalistycznej Republiki Radzieckiej w ZSRR, a następnie po rozpadzie Związku Radzieckiego przedstawicielem w Federacji Rosyjskiej.
W latach 1992–1994 był ambasadorem Kazachstanu w Turcji. Od kwietnia do października 1994 roku był ministrem spraw zagranicznych, pracując nad realizacją kształtującej się polityki zagranicznej młodego niepodległego państwa. Był sygnatariuszem umowy NATO o Partnerstwie dla Pokoju z Kazachstanem. Następnie w latach 1994–1996 był ponownie ambasadorem Kazachstanu w Turcji.
W latach 1996–1999 był ambasadorem Kazachstanu w Wielkiej Brytanii. W latach 1999–2000 pełnił funkcję szefa Kancelarii Prezesa Rady Ministrów w randze członka Rady Ministrów. W latach 2000–2007 był ambasadorem Kazachstanu w Stanach Zjednoczonych. W Waszyngtonie Saudabajew wniósł istotny wkład we wzmocnienie strategicznej partnerstwo między Kazachstanem a Stanami Zjednoczonymi w sferze bezpieczeństwa, rozbrojenia nuklearnego, gospodarki i rozwoju demokracji.
15 maja 2007 roku został sekretarzem stanu. 4 września 2009 roku został powołany na stanowisko ministra spraw zagranicznych. 8 kwietnia 2011 roku został odwołany ze stanowiska, ale funkcję sekretarza stanu pełnił do 23 września 2012 roku. W 2010 roku pełnił funkcje przewodniczącego OBWE. W latach 2012–2013 był dyrektorem „Centrum Nazarbajewa”. Od 26 sierpnia 2015 do 20 stycznia 2016 był posłem Mazylisu.